# 사효론
사효론(事效論, ex opere operato, from the work worked, 수행된 행위에 의해서)이란 로마카톨릭교회가 성례전의 집행에서 사용하는 용어이다. 성사가 자체적으로 은혜를 전달하는 능력이 있다고 것이다. 사효론은 성사가 교회의 의향에 따라 거행되면 집전자의 개인적인 성덕(聖德)과 관계없이 은총이 성사를 통해서 틀림없이 전해진다는 가르침이다. 성례전시에 믿음이 없어도 교회의 정확한, 의식적 수행을 통해서 은혜가 받는 자에 주어진다고 한다. 받는자의 영적인 선함에 의존하지 않는다고 한다. 개신교는 사효론과 인효론을 거부한다.

## 같이 보기
- 아우구스티누스